# Грушин, Александр Алексеевич
Александр Алексеевич Грушин (род. 3 июля 1945, Мурманск, СССР) — советский и российский тренер по лыжным гонкам, заслуженный тренер СССР и России. Возглавлял женскую сборную команду СССР и России (1984—1998), мужскую сборную команду России (1999—2002). Ведущий специалист по спортивной подготовке сборных команд России в ФГБУ Центр спортивной подготовки (ЦСП) Минспорта РФ (2003—2010). Кандидат педагогических наук, профессор кафедры теории и методики лыжного спорта РГУФКСиТ.

## Биография
А. А. Грушиным подготовлено 15 олимпийских чемпионов и 24 чемпиона мира.
А. А. Грушин трижды признавался лучшим тренером страны по зимним видам спорта. В 1985 году удостоился звания «Лучший тренер страны» по номинации Олимпийского комитета России.
Среди его учениц многократные олимпийские чемпионки и чемпионки мира, плеяда выдающихся отечественных лыжниц:
- Елена Вяльбе (пятикратная обладательница Кубка мира, 3-кратная олимпийская чемпионка, 14-кратная чемпионка мира),
- Лариса Лазутина (двукратная обладательница Кубка мира, 5-кратная олимпийская чемпионка, 11-кратная чемпионка мира),
- Любовь Егорова (обладательница Кубка мира, 6-кратная олимпийская чемпионка, 3-кратная чемпионка мира),
- Раиса Сметанина (обладательница Кубка мира, 4-кратная олимпийская чемпионка, 4-кратная чемпионка мира),
- Нина Гаврылюк (3-кратная олимпийская чемпионка, 6-кратная чемпионка мира),
- Тамара Тихонова (2-кратная олимпийская чемпионка, 2-кратная чемпионка мира),
- Ольга Данилова (2-кратная олимпийская чемпионка, 4-кратная чемпионка мира),
- Юлия Чепалова (обладательница Кубка мира, 3-кратная олимпийская чемпионка, 2-кратная чемпионка мира),
- Анфиса Резцова (в лыжных гонках: олимпийская чемпионка, 3-кратная чемпионка мира);

олимпийские чемпионы: Михаил Иванов, Вида Венцене, Светлана Нагейкина;
бронзовые призёры чемпионата мира 2001 года в Лахти: Виталий Денисов (гонка Гундерсона) и Сергей Крянин (50 км).
С 1996 года — член редакционного совета журнала «Лыжные гонки», с 1998 года — журнала «Лыжный спорт».
С 2010 по 2020 год работал в Олимпийском комитете России заместителем руководителя Главного управления по обеспечению олимпийской сборной. 
С 2020 года генеральный директор Инновационного центра Олимпийского комитета России.

## Грушин и ФЛГР

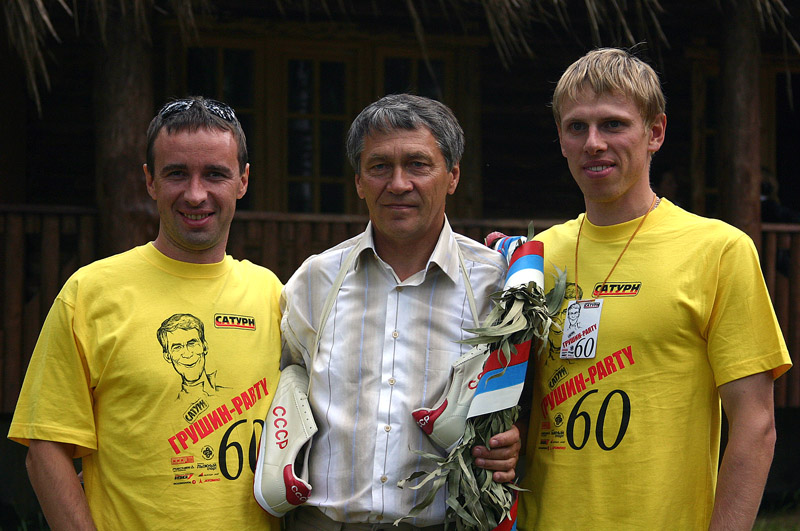
Бронзовый призёр чемпионата мира 2001 года в Лахти Сергей Крянин (слева), олимпийский чемпион Солт-Лейк-Сити Михаил Иванов (справа) со своим тренером Александром Грушиным во время празднования 60-летия последнего, июль 2005 года

Александр Грушин известен независимостью взглядов и многолетней жёсткой критикой руководителей Федерации лыжных гонок России. Наряду с олимпийским чемпионом 1956 года, заслуженным тренером СССР Николаем Аникиным, заслуженным тренером СССР Анатолием Чепаловым и тележурналистом Андреем Кондрашовым является автором целого ряда публикаций в прессе, в которых подвергает критике методы работы руководителей ФЛГР.

## Награды и звания
- Орден Дружбы народов (1988);
- Орден Дружбы (1998)[3];
- Орден «За личное мужество» (1994)[4];
- Орден Почёта (2014);
- Заслуженный тренер СССР (1988);
- Заслуженный тренер России (1992);
- Заслуженный работник физической культуры Российской Федерации (2021)[5].